# Повстанческое движение на Западной Украине
Повстанческое движение на Западной Украине (укр. Боротьба УПА проти Радянської Армії), в СССР и России также известно как Бандеровское движение; укр. Український визвольний рух) — борьба Украинской повстанческой армии и других украинских националистических организаций за создание независимого украинского государства на территории западных областей УССР, а также частично Польши и Чехословакии во время Второй Мировой войны, а также в первые годы после её окончания. УПА была создана изначально для противодействия террору со стороны германской оккупационной администрации, а также против рейдирующих на Западную Украину советских и польских партизан. С восстановлением советской власти на Западной Украине, УПА вела крупномасштабные боевые действия против советских войск и НКВД, а затем, вследствие тяжёлых потерь, постепенно перевела действия в партизанскую фазу.
После занятия СССР в 1939 году принадлежавшего Польше запада Украины, в 1941 году НКВД убил на этой территории около 10 тыс. политических заключённых, преимущественно украинцев, перед отступлением от немецких сил. С 1944 года в ходе подавления восстания силы СССР убили более 75 тыс. невооружённых[уточнить] повстанцев и депортировали более 200 тыс. членов их семей, которых считали коллективно ответственными за восстание.
С 1944 по 1956 годы советскими органами госбезопасности были убиты ключевые руководители ОУН-УПА: Роман Шухевич, Дмитрий Клячкивский, Александр Луцкий, Петр Олейник, и другие.
Борьба УПА против Красной армии и подпольно-диверсионная деятельность в послевоенное время описываются украинскими и российскими историками по-разному. Украинский нарратив описывает повстанческие события как борьбу за независимость Украины. В российской интерпретации событий участники повстанческого движения обвиняются в фашизме, понятия «уповцы» и «бандеровцы» стали символизировать агрессивный национализм.

## Предыстория
УПА возникла на рубеже 1942/43 гг.. и первыми её проявлениями борьбы на антисоветском фронте стала деятельность против красных партизан. Ещё до того, как она образовалась, ОУН-Б охарактеризовала красных партизан как агентов «Сталина и Сикорского» и в дальнейшем рассматривала их как «авангард московского империализма». На Волыни и в Восточной Галиции условия деятельности для советских партизан были особенно сложными. Препятствием организации их движения стала быстрая оккупация территории Западной Украины гитлеровцами и их союзниками, что не позволило обкомам партии заблаговременно создать подполья. К тому же слишком свежей оставалась в памяти людей советская оккупация 1939—1941 годов, чтобы коммунисты могли получить в обществе значительную поддержку. Перед советскими подразделениями была поставлена задача уничтожать отряды УПА и создавать свою агентурную сеть в националистическом подполье, чтобы раскладывать его изнутри.
В начале 1944 года в районы деятельности УПА пришла Красная Армия. В январе-феврале 1944 года она заняла значительную часть Волыни, войска 1-го Украинского фронта силами 13-й и 60-й армий совершили Ровненско-Луцкую операцию, захватив эти два областных центра 2 февраля. На захваченных территориях советская власть взимала контингенты продуктов, местных украинцев массово рекрутировали в Красную Армию и уже после нескольких дней подготовки бросали на передовую. Молниеносно появлялись администрации. Большинство партийных и государственных кадров составляли приезжие из Восточной Украины, которые часто вели себя, как в завоеванной стране, грубо относясь к местному украинскому населению. Об этом свидетельствуют многочисленные примеры мошенничеств, краж и изнасилований, совершенных советскими служащими. Поэтому неудивительно, что поддержка украинского подполья росла.

## Стратегия и тактика борьбы
Приближение Красной армии к главным пунктам дислокации УПА поставило перед командованием повстанцев задачу разработки дальнейшей стратегии и тактики борьбы. Командование приняло решение о переходе линии фронта через боевые советские порядки и выход в их тыловые районы. Группа УПА-«Юг» получила приказ оставить Винницкую и Каменец-Подольскую области, где было мало лесов, и отойти на Волынь вместе с двумя частями группы УПА-«Восток». Части УПА-«Север» во второй половине января 1944 перешли фронт в лесополосе Волыни по линии рек Случь и Горынь.
В самом начале 1944 г. УПА выступала за то, чтобы часть украинцев не уклонялась от мобилизации в Красную армию, а вступала бы в неё с целью разложить изнутри. Однако уже в марте 1944 г. УПА призывала молодёжь уклоняться от призыва в ряды РККА.
После окончания зимы, в соответствии с решением, принятым на III Чрезвычайном съезде ОУН-Б, было решено отправлять отряды УПА в рейды вглубь СССР: на восток Украины, в Белоруссию и на Кавказ, поднимая народы на восстание против СССР. Хотя рейды закончились полной неудачей, украинцы не собирались отказываться от борьбы. Шанс на успех они видели в начале Третьей мировой войны, а потому союзниками считали Великобританию и Соединённые Штаты. Волю к борьбе слишком укрепляла повсеместная уверенность в том, что советская власть перебьет или, в лучшем случае, депортирует всех жителей Западной Украины. Провод ОУН и командование УПА были уверены, что коммунисты готовили украинцам судьбу евреев, и в этом их утверждал опыт Великого Голода тридцатых годов. Поэтому они считали, что лучше погибнуть в бою, чем пассивно позволить убить себя. Оуновцы пытались привлечь в УПА не только украинцев, но и представителей других национальностей, особенно военных специалистов из окруженцев и военнопленных. Хотя в УПА и существовали национальные отделы, однако, в целом эта попытка также провалилась.
Ещё одним важным изобретением ОУН-УПА были подземные схроны. Систему тайных убежищ начали строить как-раз в ожидании прихода советских войск. Схроны бывали разных видов: склады, пункты радиосвязи, типографии и казармы. Строились они по принципу землянок с той разницей, что вход был замаскирован. Как правило, входом в схрон служил пень или ящик с землёй, в который сажали молодое дерево. Вентиляцию выводили через деревья. Для создания подземного бункера на территории села или деревни оуновцам приходилось быть более изобретательными. Вход в укрытие они маскировали под кучи мусора, стога сена, колодцы, собачьи будки и даже могилы. Всего за время существования УПА было построено 10 000 схронов.

## Действия УПА против советской власти
По данным ветерана КГБ автора нескольких книг о разгроме ОУН-УПА Георгия Санникова, в послевоенный период в борьбе с УПА погибло 25 тысяч советских военнослужащих, сотрудников органов госбезопасности, милиции и пограничников, а также 30 тысяч представителей советского и партийного актива.

### 1944 год. Крупномасштабные сражения с РККА и НКВД
Первые мелкие столкновения между Красной Армией и боевиками ОУН начались ещё на востоке Украины. На западных землях количество и интенсивность конфликтов резко возросло. Были зафиксированы случаи дезертирства красноармейцев и их переход в ряды УПА. Огромное влияние на Советскую армию оказывала пропагандистская деятельность УПА-ОУН — листовки, газеты, брошюры, дезинформация. Pаспространение подпольной литературы, массовое размещение лозунгов и призывов на стенах домов, заборах и других сооружениях.
В начале 1944 года УПА втянулись в первые боевые действия против Красной Армии на Волыни и Полесье. Большинство лобовых столкновений с советскими войсками заканчивались для небольших отрядов УПА не в их пользу. Вскоре руководство ОУН(б) приказало своим отделам не вступать в открытые бои с Красной Армией, а замаскироваться в лесах, пополнять свои ряды, создавать запасы оружия и продовольствия и ждать, пока советско-германский фронт отодвинется на запад. Особое внимание при этом уделялось психолого-пропагандистским мероприятиям, направленным на разложение войск Красной Армии, на срыв её военно-политической деятельности. По мере того как отряды УПА оказывались в тылу советских войск, они либо переходили линию фронта, либо продолжали нападения на мелкие тыловые подразделения и отдельных военнослужащих Красной Армии. Характерным в противостоянии между Красной армией и УПА в то время было ещё и то, что руководство УПА дало своим отделам указание устраивать радушный прием войскам действующей Красной армии, занимавших города и села Западной Украины. Это делалось для того, чтобы усыпить их бдительность, а потом наносить неожиданные удары по штабам, базам и отдельным небольшим подразделениям для пополнения запасов оружия и продуктов.

Согласно данным Ровенского обкома партии, на территории области в январе-феврале 1944 действовало 56 отрядов УПА, численностью от 100 до 600 человек каждый. Общая численность была 10 600 бойцов. С января по февраль 1944 года в Ровенской области было зарегистрировано 154 нападения на подразделения и отдельных военнослужащих Красной Армии, в результате чего было убито 439 советских военнослужащих. В ряде случаев убийства совершались с особой жестокостью. С 7 января по 2 марта 1944 года в полосе действий 13-й армии было зарегистрировано до 200 нападений отрядов УПА на колонны с военным имуществом и небольшие группы красноармейцев. 29 февраля 1944 года бойцы УПА напали на конвой, в котором ехал командующий 1-м Украинским фронтом генерал Николай Ватутин. В ходе завязавшейся перестрелки у села Милятин (Ровненская область), Ватутин получил ранение в бедро и позже скончался в Киевской больнице. Несколько дней спустя во Львовской области бандеровцы убили советского разведчика Николая Кузнецова. В августе 1944 г. у села Майдан Нестеровского района Львовской области уповцы разделались с тремя советскими лётчиками. Самолёт гвардии старшего лейтенанта Михаила Лиховида совершил вынужденную посадку, чем воспользовались повстанцы.
12 февраля 1944 года выходит обращение Правительства УССР «К участникам так называемых УПА и УНРА», которым в случае добровольной явки с повинной обещалась амнистия для не совершивших тяжких преступлений. В то же время начались масштабные операции зачистки. Лиц, заподозренных в содействии подполью, вывозили вглубь СССР. Тела убитых часто выставляли на всеобщее обозрение. С этой же целью были организованы показательные судебные процессы и публичные казни схваченных членов ОУН-Б и УПА, на которые сгоняли даже школьников.
В середине марта в Ровно был создан оперативный штаб для борьбы с украинскими националистами, к этому времени в эти области были направлены 2 бригады ВВ НКВД и оперативные группы из работников НКВД и НКГБ. Из бывших партизан создано 19 опергрупп общей численностью 1581 человек. 28 марта Хрущеву сообщали что в ходе 65 операций было уничтожено 1129 участников ОУН и УПА, до 7 апреля это число возросло до 2,6 тысяч убитых и 3256 взятых в плен. Собственные потери составили 112 убитых и 90 раненых.

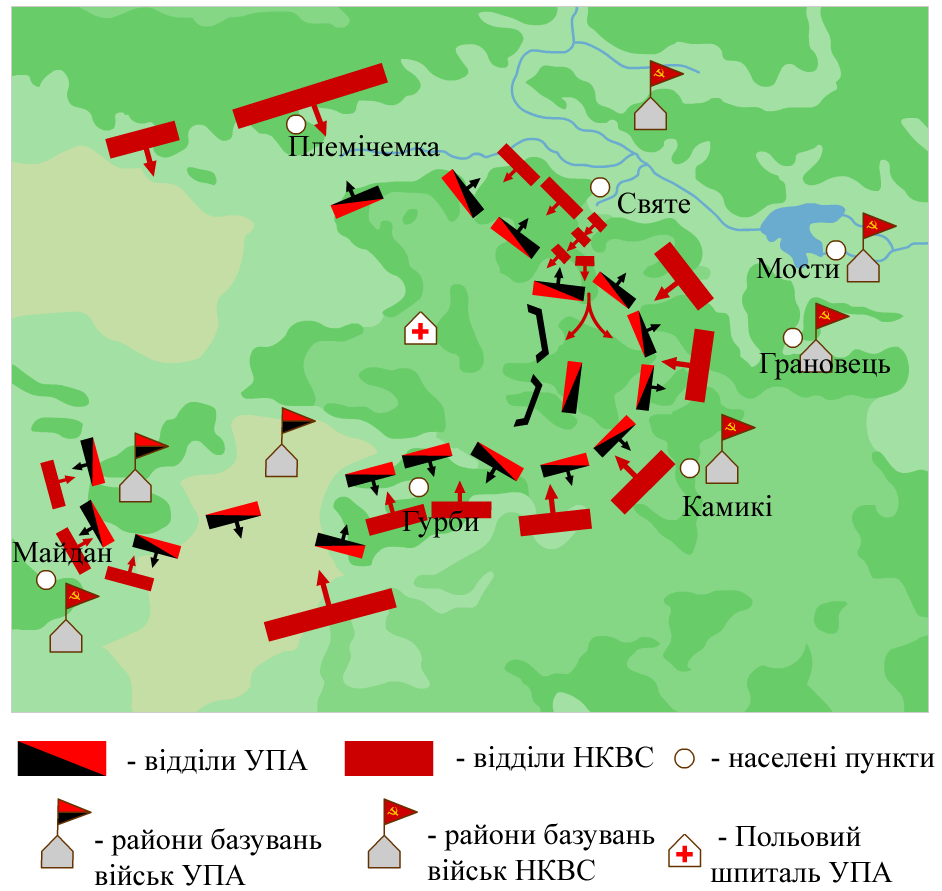
Схема боя под Гурбами

Одно из крупнейших сражений УПА с регулярными частями Красной армии, НКВД и Смерша состоялась 21-25 апреля 1944 в Гурбенских лесах Мизоцкого района на стыке Ровенской, Тернопольской и Каменец-Подольской областей. Каждая из сторон, которая принимали участие в этом бою, вследствие заявила о своей победе. НКВД рапортовало об уничтожении основных сил УПА. О больших потерях повстанцев косвенно свидетельствует сильная реорганизация, проведённая после сражения, а в дальнейшем и объединение групп УПА-Север и УПА-Юг. Командование УПА на примере этого боя изменило тактику ведения войны. Группам УПА-Запад и УПА-Север было приказано распределить свои силы на группы по 2-3 сотни, и отступить в Карпаты или в более густые леса. НКВД захватило в плен некоторое количество бойцов УПА, однако пленные, в значительной части состояли из крестьян, которые помогали повстанцам в этом бою. Во время наступления НКВД был убит командир куреня Мамай. Некоторые другие сотники и десятники покончили с собой, чтобы не попасть в плен к врагу. УПА же утверждало, что их потери в донесениях НКВД были многократно завышены, а сами они смогли уничтожить значительную часть советских войск. Со стороны УПА советские войска обвинялись в убийстве мирных жителей, поддерживавших (в том числе и с оружием в руках) соединения националистов — именно на эту категорию и пришлась (по мнению УПА) основная часть убитых советскими войсками в ходе боя.
По мере того как Красная Армия занимала территорию Польши, присоединённую в 1939 году к СССР, ОУН—УПА меньше воевали с воинскими частями и больше нападали на склады и на тыловые коммуникации. Советские отчёты о действиях УПА/ОУН выглядели так: «5.2.1944 банда напала на розъезд Стешельск. Убит сержант железнодорожной бригады Красной Армии, бандиты забрали в лес 9 девушек — военнослужащих КА. В 1944 на Ровенщине был подорван санитарный поезд, 40 медсестёр было уведено в лес. В с. Ивановцы на Станиславщине сотня УПА „Спартана“ расстреляла 30 солдат железнодорожного полка НКВД». Этой тактики УПА придерживалась до марта 1944. В апреле — мае 1944 характер её действий резко изменился. Причиной этого стала подготовка войск 1-го Украинского фронта к наступлению против немецких войск. Руководство ОУН дало указание сорвать эту подготовку — вывести из строя основные железнодорожные и шоссейные дороги, не допустить их восстановления и приступить к активным действиям против Красной Армии.
Однако выполнение подобных приказов в реальной жизни оказалось не всегда возможным. Со своей стороны Красная Армия тоже не могла мириться с тем, что в её тылах активно действуют антисоветские вооружённые силы, постоянно совершающие нападения на её подразделения. Просьба командующего 13-й армии генерала Николая Пухова о привлечении партизан к ликвидации угроз тылу осталась без ответа. В то же время в зоне планируемого весеннего наступления против националистических формирований действовали подразделения НКВД и СМЕРШа с привлечением регулярных частей — их усилиями была фактически ликвидирована УПА-Юг. 10 июня 1944 года ГК УПА отдало приказ о расформировании УПА-Юг. На территории действий этого ГВО остались лишь небольшие повстанческие отряды, функционировавшие в районах больших лесных массивов, тогда как большая часть уцелевших подразделений куреней УПА-Юг были включены в состав УПА-Север. Большие потери также заставили УПА сменить тактику. Главнокомандующий УПА — Роман Шухевич издал приказ: «…не проявлять никакой активности, с войсками в столкновения не вступать, сохранять и продолжать готовить кадры, создавать диверсионно-террористические группы для последующей борьбы с Советской властью». По советским данным, в результате проведённых оперативных мероприятий и карательных операций за первую половину 1944 г. органами НКВД уничтожено 16338, взято в плен 15991 повстанцев, явилось с повинной 2549 человек. Арестовано 3676 участников оуновского подполья и УПА. Помимо этого задержано уклонившихся от мобилизации 27361 человек. Потери среди личного состава НКВД составили убитыми: работники НКВД — 37, офицеров и бойцов войск НКВД и Красной Армии — 655, пропало без вести 112 человек. По состоянию на 1.7.1944 в прифронтовой полосе (куда входили захваченные Красной Армией западные области УССР) было учтено 80 действующих отрядов УПА с 6749 участниками.
В июле 1944 года, в ходе операции по освобождению Западной Украины, советские войска окружили и разбили под Бродами восемь немецких дивизий численностью около 60 000 человек. Среди них было 10 000 бойцов дивизии СС Галичина. Порядка пяти тысячам удалось вырваться из окружения, но многие были убиты, ранены и захвачены в плен. По подсчетам, 3000 избежали плена, позже многие из них присоединились к повстанцам. УПА также продолжала расширяться территориально. В июле 1944 года, в Черновицкой области для борьбы против советских партизан и румынских коммунистов была создана Буковинская Украинская Армия Самообороны (БУСА), которая на тот момент насчитывала 800 человек. Когда подошёл фронт, БУСА вступила в борьбу с Красной армией и понеся серьёзные потери, вскоре была реорганизована и частично влилась в военный округ «Говерла» в УПА-Запад (Тактический участок № 20 «Буковина»), частично ушла с немцами и в начале 1945 года влилась в коллаборационистскую УНА — Украинскую национальную армию.
Перед изгнанием гитлеровцев с территории Украины и возобновлением советской власти, 11—15 июля был создан Украинский главный освободительный совет (УГВР). Его номинальным президентом и руководителем президиума (аналог подпольного парламента) был избран Кирилл Осьмак, бывший украинский эсер и кооператор, который в 1920—1930-х гг. находился на территории СССР и, таким образом, символизировал единство Восточной и Западной Украины. Руководителем Генерального секретариата был избран Роман Шухевич. Было создано три «министерства» — военных, иностранных и внутренних дел. УГВР пытался наладить контакты с западными союзниками, в частности через Швейцарию с политическими кругами Великобритании.
На момент окончания Львовско-Сандомирской операции практически вся Галиция уже была в руках советских войск. 27 июля Красная армия заняла Львов, Станислав и Перемышль, 6 августа — Дрогобыч и Борислав. Тем самым немцы потеряли почти всю Украину, за исключением горного хребта и Закарпатья. В то время лишь небольшая часть УПА находилась на немецкой стороне фронта, в Карпатах.
В августе 1944 года, после того как войска Красной армии вступили на территорию Венгрии, Румынии и Польши, активные действия УПА вновь возобновляются. Кроме засад на шоссейных дорогах, обстрелов машин и убийств отдельных военнослужащих, нападений на военные склады и диверсии на коммуникациях, действия ОУН-УПА были также направлены на срыв мобилизационной кампании и поставок продовольствия для Красной Армии. Подвергались также нападению и отдельные воинские подразделения — так 18 августа 1944 в районе села Божиков Подгаецкого района Тернопольской области был обстрелян из миномётов и пулемётов следовавший к линии фронта 1-й батальон 1331-го стрелкового полка, в результате чего он понёс значительные потери. Уничтожались посты ВНОС. 10 августа 1944 г. близ пгт Добротвор Каменско-Струмиловского (ныне Каменско-Бугский) района Львовской обл. был пущен под откос эшелон с боеприпасами, 11 августа в Ровенской обл. подорван санитарный поезд № 454, при этом погибли 15 человек, а 40 медсестер диверсанты увели в лес. В тот же день на перегоне Каменка-Струмиловская — Ракеты в 4 км от станции Ракеты вследствие подрыва железнодорожного полотна произошло крушение воинского эшелона с боеприпасами. 10 сентября на том же участке отряды УПА пустили под откос ещё один воинский эшелон с боеприпасами, а 12 сентября захватили железнодорожную станцию Угнев и уничтожили эшелон с воинским имуществом.
Подразделения УПА совершали нападения на районные центры с целью отвлечения дополнительных войсковых подразделений для их охраны. Так, в отчёте ОУН за время от 27 марта по 8 августа 1944 с Станиславщины (район Коломыи) сообщалось: «Во всех местах началась массовая ликвидация красноармейцев… с учётом состава армии — одни русские и почти все комсомольцы». 11 августа 1944 сотня «Лешие» (УПА-Запад) во время перехода линии фронта напала на небольшое подразделение красноармейцев у села Данильче (Рогатинский район Станиславськой области). В отчёте сотни об этой акции говорилось: «Взято в плен 10 большевиков. Все они были не украинцами, а некоторые — комсомольцами. Пленные ликвидированы». Диверсии УПА тормозили наступательные действия Красной армии, срывая поставки фронту воинских контингентов, вооружения и боеприпасов, а подчас вынуждая командование снимать с фронта для противодействия повстанцам боеспособные соединения, что играло на руку противнику.

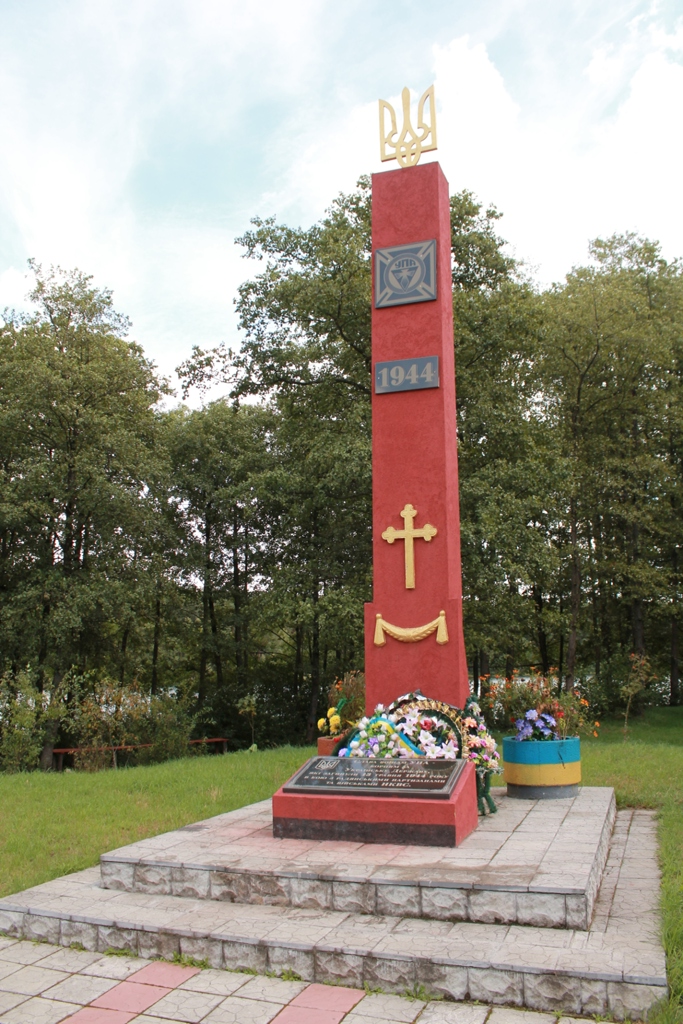
Памятник убитым солдатам УПА в Стриганах

В конце августа к «ликвидации немецко-украинских националистических банд» на официальной основе подключаются бывшие советские партизаны. 20 августа 1944 года партизанская дивизия имени дважды Героя Советского Союза генерал-майора Сидора Ковпака расформировывалась и передавалась для комплектования НКВД в западных областях. За сентябрь 1944 ковпаковцам (насчитывавшим на 9 октября 1944 года 1635 человек) удалось уничтожить 981 человека и взять в плен 262 бандпособника. С 1 октября по 5 ноября уничтожили 128, взяли в плен 423 человека и захватили 231 бандпособника. Партизанские методы, допустимые на оккупированных территориях, были не столь эффективны и в ряде случаев являлись прямым нарушением советских законов, в связи с этим от их использования вскоре отказались.
С момента выхода советских войск на границы СССР на них проходило восстановление пограничной службы. Пограничники с середины августа 1944 года также участвовали в уничтожении националистического подполья и бандформирований и были наиболее эффективным родом войск в этой борьбе.
На осень 1944 выпало окончательное решение вопроса о координационных действиях мельниковских и бандеровских вооружённых формирований. Мельниковцы дислоцировались в северо-западных районах Волыни и в Карпатах, сотрудничая с подразделениями УНРА и немцами. Отделы ОУН(м) в районах Карпат возглавлял С. Касьян (Карп), а общее командование — Иван Кедюлич (Чубчик). При переходе фронтов через Карпаты со стороны ГВШ УПА мельниковцам поступило предложение о подчинении командованию УПА. С санкции командующего вооружёнными силами ОУН(м) генерала Капустянского такое слияние произошло, а Ивана Кедюлича ввели в состав ГВШ УПА.
9 октября 1944 года по НКВД и НКГБ СССР издается приказ «Про мероприятия борьбы с ОУНовским подпольем и ликвидации вооружённых банд ОУН в западных областях СССР». В соответствии с ним западные области УССР разделялись на 2 зоны ответственности — Львовской, Станиславской, Дрогобычской и Черновецкой областью занимались наркомы НКВД УССР Рясный и НКГБ УССР Савченко, и начальник пограничных войск Украинского округа Бурмака; Ровенская, Волынская и Тернопольская области были в ведении заместителей наркомов Строкача и Есипенка, и начальника ВВ НКВД Украинского округа Марченкова.
На 9 октября 1944 в Волынской области дислоцировалась 9 стрелковая дивизия, 1 ОСБ (отдельный стрелковый батальон) и 1 сабельный эскадрон 18 КавПолка — общей численностью 5285 человек; в Ровенской области дислоцировались 4 стрелковых бригады общей численностью 8754 человек. В Львовской области 2 стрелковые бригады 18 КавПолк без 1 эскадрона и 2 ОСБ — всего 6525 человек. В Тарнапольской области 1 стрелковая бригада, 3 ОСБ и 3 стрелковые роты — всего 3057 человек. В Станиславской области 2 ОСБ и штабные части 1 бригады — всего 1328 человек. В Черновицкой области — 3 ОСБ 2-х стрелковых бригад — всего 1355 человек. Общая численность ВВ НКВД в Западных областях УССР составляла 26304 человека — что было явно недостаточно для ликвидации ОУН и УПА. Для усиления в западные области УССР приказом от 9 октября 1944 направлялись 1 ОСБ (517 человек) 1 полк конвойных войск (1500 чел) и 1 полк по охране промпредприятий (1200 чел.) и 3 бронепоезда с десантом по 100 человек. Во Львовскую область перебрасывался 42 пограничный полк из Туркмении и 27 пограничный отряд из Молдавии.
С конца лета 1944 года начинают активно формироваться истребительные батальоны и отряды содействия из местного населения. До ноября было сформировано 203 истребительных батальона (27 796 бойцов) и 2997 групп содействия (27 385 членов). К концу 1944 года в западных областях насчитывалось 212 истребительных батальона (23 906 бойцов) и 2 336 групп содействия (24 025 членов).
В тот же период формируются и начинают действовать спецгруппы НКВД — НКГБ из добровольно сдавшихся властям или взятых в плен членов ОУН, УПА, СБ и Украинской Народной Самообороны. В Ровенской и Волынской областях в эти отряды также включались бывшие красные партизаны из местного населения. По своему внешнему виду и вооружению, знанию местных бытовых особенностей языка и конспиративным способам действий личный состав специальных групп ничем не отличался от членов УПА, что вводило в заблуждение аппарат живой связи и главарей подполья ОУН, давало возможность участникам спецгрупп вступать с ними в непосредственный контакт. При умелой организации и управлении эти группы действовали чрезвычайно эффективно. В то же время при отсутствии должного контроля и качественной подготовки состава групп были случаи перехода на сторону ОУН или же превращение таких групп в криминальные банды.
К концу 1944 года, по мере того, как Красная армия продвигалась на Запад к границам Германии, руководство Третьего рейха было вынуждено пересмотреть своё отношение к украинскому национализму и УПА как потенциальному союзнику в войне против СССР. Осенью 1944 года из концлагеря Заксенхаузен были выпущены на свободу несколько десятков украинских националистических деятелей. Среди них в частности — Степан Бандера, Андрей Мельник, Тарас Бульба-Боровец и другие. Немецкие власти намеревались использовать украинские националистические организации для диверсионной деятельности в тылу Красной Армии, в надежде на то, что это хоть как-то поможет ослабить наступающего противника. Немцы создали специальную команду абвера (ею руководил капитан Витцель — «Кирн»), которая поддерживала контакты с украинским национально-освободительным движением. С осени в немецких военных школах организовывались курсы, которые должны были в течение двух-трёх месяцев подготовить специальные разведывательно-диверсионные отряды из украинских националистов и немцев. Их должны были выбрасывать с парашютом за линию фронта на территорию Западной Украины, где диверсантам рекомендовалось наладить связь и сотрудничество с УПА, и организовать самостоятельные повстанческие отряды. Общая численность этих групп составила несколько сот человек, но в должной степени их не удалось использовать. Столь рискованные планы стали известны органам НКВД. Практика применения диверсантов-парашютистов благодаря оперативным действиям советской стороны на протяжении осени-зимы 1944 года в целом себя не оправдала. Да и повстанцы далеко не всегда лояльно встречали высадившихся десантников. В их отношении командование УПА издало специальное указание задерживать и разоружать эти группы, и после проверки органами СБ ОУН переводить в УПА или боёвки, как обычных стрелков «с правом аванса». «Ненадёжные» подлежали уничтожению. Документ делил «парашютов» на чужих и своих. Первые — «национальные парашютные подразделения (власовцы, немцы)». Вторые — диверсионные и разведывательные группы, выбрасываемые абвером на базы УПА. Для детального выяснения возможностей дальнейшей сотрудничестве 27 декабря с Кракова в расположение Главного командования УПА самолётом переброшена специальная группа в составе Витцеля, Юрия Лопатинского — бывшего адъютанта Шухевича в батальоне «Нахтигаль», Дмитрия Чижевского с инструкциями от Бандеры и радиста Скоробагата. Во время встречи с командующим УПА Шухевичем ему передали 5 млн рублей, которые предназначались для финансирования антисоветской борьбы ОУН и УПА. Получив деньги, он довольно пессимистично оценил перспективы сотрудничества с Германией, которая проигрывала войну. Шухевича больше интересовали возможности контактов с Англией и США, в которых виделись потенциальные союзники в борьбе с коммунистическим режимом. После завершения консультаций все украинцы — члены специальной группы, остались в расположении УПА, а Витцель отбыл в Рейх.
Контакты немцев с УПА прекратились в начале 1945 года. Приближающаяся катастрофа Третьего рейха не способствовала продолжению сотрудничества. Соглашения с точки зрения украинского подполья стали приносить больше вреда, чем пользы. Немногие немцы, воевавшие на украинской стороне, остались в УПА. Вполне возможно, что это — группа инструкторов по разведке и диверсиям, выступавшая там в связи с заключёнными соглашениями. Были также некоторые дезертиры из вермахта, которые попросту не хотели продолжать сражаться за Гитлера. Как указывают современные украинские историки, в 1944 года немцы в рамках сотрудничества передали УПА около 10 тысяч станковых и ручных пулемётов, 26 тысяч автоматов, 72 тысячи винтовок, 22 тысячи пистолетов, 100 тысяч ручных гранат, 300 полевых радиостанций.
Всего по данным НКВД УССР за период с февраля по 31 декабря 1944 года было проведено 6 495 операций, в которых было уничтожено 57 405 боевиков УПА, 50 387 захвачено и задержано и 15 990 явилось с повинной (данные потерь по всему националистическому подполью западной Украины). Из УССР было выслано 4 744 семей (13 320 человек) членов УПА и помогавших лиц. В результате операций были захвачены: 1 самолёт У-2, 1 бронемашина и 1 бронетранспортер, 35 орудий, 323 миномёта, 321 станковый и 2 588 ручных пулемётов, 211 ПТР, 18,6 тысяч винтовок, 4,2 тысячи автоматов и другое вооружение и снаряжение среди которого были 135 раций и 18 типографий.
Потери советской стороны за тот же период убитыми и повешенными — при проведении операций и ответных акций УПА составили: сотрудники НКВД-НКГБ — 221 (37 пропали без вести или были захвачены), офицеры ВВ НКВД и Красной Армии — 157 (31), солдаты и сержанты 1 880 (402), совпартактива 904 (127), местные жители — 1 953 (248) и бойцов истребительных батальонов — 40 (230). Всего было зафиксировано 2 903 бандпроявлений со стороны ОУН-УПА. В 1944 повстанцы совершили 134 диверсии на железных дорогах, взорвали 13 и сожгли 15 железнодорожных и 12 шоссейных мостов, в 1-м полугодии 1945—212 диверсий на железных дорогах, шоссе, линиях связи.

### 1945 год. Перелом
Бесперспективность прямых боев и высокие потери в рядах ОУН-УПА ещё в середине ноября 1944 года привели к появлению инструкции об отказе от прямых столкновений переходе ОУН-УПА к «диверсионно-террористическим акциям против советского режима». Это хоть и усложнило ликвидацию националистического подполья, но не изменило ситуацию в целом. Уже в начале февраля 1945 руководство ОУН-УПА ликвидирует высшие командные посты в подразделениях УПА (куренной и сотник) и рекомендует перейти к действиям взводами и отделениями. Отказ от активных действий, утрата многих баз и известных командиров, сокращение социальной базы и успешные действия советских войск порождали в среде ОУН-УПА настроения отчаяния, неверия и нежелание продолжать небезопасную и довольно часто голодную подпольную жизнь.
В результате этого только за 1 полугодие 1945 года с повинной явились 25 868 участников ОУН-УПА. Количество операций по ликвидации банд также возросло до 9 238 в результате которых было убито 34 210 и захвачено 46 059 участников ОУН-УПА среди которых было 1 008 руководящего состава — от командира сотни и выше по УПА и от районного работника и выше по ОУН. Среди них были уничтожены — командир УПА-Север Дмитрий Клячкивский, начальник штаба УПА «Карпович», захвачены в плен — члены Центрального Провода ОУН — «Орест» и «Гарматюк» и многие другие. Среди вооружения захваченного у ОУН-УПА было 6 орудий, 125 миномётов, 74 ПТР, 125 миномётов, 2 292 пулемёта, 4 968 автоматов и 17 030 винтовок и прочее вооружение. Основные потери ОУН-УПА понесло до мая 1945 года. Очень эффективно действовали ряд спецгрупп из бывших членов ОУН-УПА — на 26.07.1945 августа силами спецгрупп было ликвидировано 1958 членов УПА и СБ и 72 члена ОУН; захвачено живыми — 1 142 УПА и СБ и 93 члена ОУН. Кроме того, ими было передано властям 211 бандпособника и 639 человек уклоняющихся от службы в Красной Армии. По состоянию на 20.04.45 в Ровенской и Черновицких областях действовало 74 группы численностью 1004 человек; на 20.06.45 во Львовской, Дрогобычской и Волынской области действовало 69 групп со 668 бойцами; в Станиславской на 20.05.45 было 11 групп с 79 бойцами; в Тернопольской на 15 мая 1945 года действовало 2 группы с 34 бойцами. К весне 1945 о существовании подобных групп стало известно руководству ОУН-УПА — в связи с этим к июлю создание новых групп было прекращено, а существующие группы были сведены в большие отряды и действовали очень осторожно. В то же время ОУН-УПА начало подозревать настоящие отряды ОУН-УПА в том, что они — спецгруппы.
Одним из основных осложнений, которое возникло в борьбе с националистическим подпольем, была местная поддержка, оказанная УПА со стороны населения. Было арестовано 5717 человека и выселено за пределы УССР 5395 семей — 12773 человек. Потери советской стороны при операциях против ОУН-УПА убитыми — 692 человека (бойцов истребительных батальонов, совпартактива, офицеров, сержантов и солдат войск НКВД и сотрудников НКВД-НКГБ); в результате действий ОУН-УПА было убито 4013 и уведено 1209 человек — преимущественно местных жителей. Всего за 1 половину 1945 было зарегистрировано 2207 (629 во Львовской области) бандпроявлений, 11 из которых были нападения на райцентры. Всего за 1 половину 1945 было зарегистрировано 2207 бандпроявлений, 11 из которых были нападения на райцентры.
В связи с окончанием боевых действий на европейской территории Второй мировой войны, руководитель УПА Роман Шухевич в мае 1945 обнародовал обращение «Бойцы и командиры Украинской повстанческой армии!», в котором отметил вклад воинов УПА в победу над Германией.
После окончания Германо-советской войны территория УССР претерпела существенных изменений. 29 июня 1945 СССР и Чехословакия заключили договор, согласно которому в состав УССР вошла Закарпатская область. 16 августа 1945 Советский Союз заключил договор с Польшей, согласно которому Лемковщина, Холмщина, Надсанье и Подляшье оказались в составе Польской Народной Республики, а Галичина и Волынь были закреплены за Советским Союзом.
В новых, послевоенных, условиях руководством ОУН(б) планировалась активизация деятельности в центральных и восточных областях. Но эта работа ограничивалась рейдами отдельных групп, подкидыванием листовок и литературы в поезда, отправлением агитационных материалов в письмах рабочим. Объектами пропагандистского воздействия были насильно вывезенные в Сибирь и на восток Украины. Особое внимание при этом уделялось работе среди молодёжи. Однако на Восточной Украине ОУН и УПА не смогли найти сколько-нибудь значительного числа сторонников. Националисты на Восточной Украине были немногочисленны: например на Донбассе в 1943 г. таковых было выявлено 226 человек (26 групп). Хотя активная деятельность УПА отмечалась в Киевской, Винницкой и Житомирской областях, к началу 1945 г. в этих районах она ослабла. Закарпатье до 1945 г. не входило в территориальную структуру УПА. В 1939—1944 гг. оно находилось в составе Венгрии, которая стремилась инкорпорировать этот регион. Поэтому УПА ограничивалась отдельными рейдами в Закарпатье уже после изгнания венгров оттуда. Оуновцы действовали также в южной части Белоруссии (на территории Брестской и Пинской областей), где совершали диверсии, нападения на сельсоветы и т. д. УПА была активна и на прилегающей к Украине территории Польши.
В результате существенного сокращения численного состава УПА к лету 1945 года в ней были ликвидированы многие службы (жандармерия, мобслужба и ряд других) функции которых были частично переданы «гражданскому» подполью и СБ, уцелевшие отряды были из «военных округов» переименованы и группы и фактически подчинены региональному подполью ОУН. Летне-осенняя кампания, направленная на уничтожение «остатков банд», разворачивалась согласно указаниям ЦК КП (б) У, изложенными в постановлении от 27 июля 1945 «О ликвидации остатков банд украинско-немецких националистов в западных областях УССР». Если в августе 1945 общее количество «бандпроявлений» на Западной Украине составляло 77 случаев, то в сентябре — 146. Во время повстанческих акций и в ходе боёв погибли 66 партийно-советских и 153 местных активиста, 47 бойцов и командиров. Украинское подполье претерпело такие потери: 1505 убитых, 2203 пленных, 520 пришло с повинной. Всего за второе полугодие советской стороной (по данным НКВД УССР) было уничтожено 11698 и захвачено 14 339 участников ОУН и УПА ещё 8 227 явилось с повинной. Из УССР было выслано 1 998 семей (4 724 человека).
Пытаясь уберечься от вражеской агентуры, Служба Безопасности ОУН-Б начала прибегать к террору против подполья, бойцов Украинской повстанческой армии, заподозренных в лояльности к советской власти. Особый размах приобрели акции чисток на Волыни, Где референт службы безопасности Николай Козак («Смок») развернул масштабные «санационные» операции. С января по октябрь 1945 года на Волыни от таких действий службы безопасности погибли 889 членов ОУН (б) с 938, которые попали под следствие. В отдельных районах в сотрудничестве с советскими органами гос. безопасности были обвинены 50-85 % подпольщиков. Следствием террора службы безопасности на Волыни стало появление в декабре 1945 оппозиции в рядах ОУН (б). В целом же террор СБ имел двоякое влияние на судьбу движения. С одной стороны, страх перед расправой (жертвой которой обычно становилась и вся семья зрадника) удерживал многих от выхода из леса; с другой стороны, террор усиливал деморализацию УПА и, как это ни покажется на первый взгляд странно, подталкивал многих к сотрудничеству с НКВД.
С 1945 года УПА активно взаимодействовала с польским антикоммунистическим подпольем. В марте по инициативе Армии Крайовой в марте в Руде-Ружанецкой между ней и УПА были проведены переговоры и достигнута договоренность о совместных действиях против советских войск. Успешность контактов украинского и польского подполья варьировалась по регионам. В некоторых пограничных украинско-польских землях они продолжались с 1945 вплоть до 1948 г. В других регионах, сотрудничество между польскими и украинскими националистами было менее успешным и фактически ограничивалось нейтралитетом, в других регионах отряды УПА и АК-WIN проводили совместные действия против польской милиции и Управления безопасности. Однако в целом взаимодействие осуществлялось на низовом уровне и носило скорее военный, чем политический характер. По мнению польского историка Гжегожа Мотыки, частичное изменение политики украинских националистов по отношению к полякам произошло вследствие того, что поляки к тому времени уже частично оставили «восточные кресы». К середине 1944 г. не менее 300 тысяч поляков уехало из Восточной Польши. Отток поляков усилился после украинско-польского соглашения об обмене населением. По нему до конца 1945 г. в Польшу уехало до 800 тысяч поляков.
Зимой 1945—1946 годов советскими органами госбезопасности проводилась крупная операция по ликвидации остатков отрядов УПА и подполья ОУН в которой были задействованы силы Прикарпатского и Львовского ВО. 10 января 1946 года Никитой Хрущёвым и генерал-лейтенантом Василием Рясным, была введена так называемая «большая блокада» — населённые пункты Западной Украины брались под плотнейший контроль войсками НКВД. Производилась полная блокада населённых пунктов Западной Украины, а также создавалась активная агентурная сеть, что в прямом смысле этого слова «пронизывала» все слои общества, позволяя вылавливать бойцов УПА или просто сочувствующих. «Большая блокада» была очень «медленным» средством борьбы с УПА. Она была рассчитана на несколько лет.
Эта тактика дала заметные результаты. Так в сообщении ОУН по Карпатскому краю указывалось что после ударов зимой-весной УПА «перестала существовать как боевая единица». Не лучшее было положение и в других регионах. Всего, по данным современных украинских исследователей, с 1 декабря 1945 до 10 февраля 1946 против формирований УПА и подполья ОУН было проведено 15562 военные и оперативно-чекистские операции, в результате которых советские функционеры отрапортовали о уничтожении 4,2 тыс. повстанцев и подпольщиков, захвате в плен и задержании 9,4 тыс. членов ОУН и УПА, ликвидации 130 вооружённых формирований.
Всего, по данным из архивов НКВД, за период с февраля 1944 года по март 1945 года, в ходе чекистско-войсковых операций украинские бандформирования потеряли 81520 человек убитыми (в том числе 24 115 человек за I квартал 1945 года), против 4077 человек потерь войск НКВД, бойцов Красной армии и истребительных батальонов.

### После 1945 года. Переход к партизанской тактике
В информационном документе НКВД УССР от 16 января 1946 подводились итоги «борьбы с бандитизмом» в западных областях Украины от февраля 1944 до 1 января 1946. За этот период было проведено 39778 чекистско-войсковых операций, убито 103313, задержаны 110785 «бандитов», арестованы 8370 «оуновцев» и 15959 «активных повстанцев», появилось с повинной 50058 человек. Кроме того, задержаны 83284 лица, которые уклонялись от призыва в Красную армию. Большинство из этих жертв составило гражданское население, ведь операции Внутренних Войск сопровождались разнообразными злоупотреблениями. Даже с советских отчётов можно узнать, что во время операции «были случаи незаконных расстрелов ни в чём не повинных граждан, мародерства, пьянства, недисциплинированности солдат и офицеров, и, что ещё хуже, с этими преступлениями ни велась решительная борьба».
В январе-марте 1946 года УПА организовала блокаду многих райцентров на Западной Украине, чтобы сорвать выборы в Верховный Совет СССР. Некоторые небольшие города были на несколько часов даже захвачены бандеровцами. Однако, как уже было сказано выше, в ходе ответных действий советских войск и правоохранительных органов УПА потеряла значительные части личного состава и утратила способность проводить крупные бои.
Уже в июле 1946 года выходит обращение Головной Команды УПА, в котором указывается на завершение «широкой повстанческой борьбы» и переход к «подпольно-конспиративной деятельности». Упразднение весной 1946 года НКВД и формирование новых структур МВД и МГБ негативно отразились на эффективности действий против подполья ОУН, только в августе 1946 года был отмечен переход ОУН-УПА к индивидуальному террору и действий мелкими группами. Негативной отмечалась и атмосфера «самоуспокоенности воцарившаяся после ликвидации основных сил ОУН-УПА». Как показали дальнейшие события ошибкой стала передача основных задач по ликвидации ОУН-УПА ещё не готовому к этому МГБ УССР.
Бандеровцы «садились в схроны» — то есть в замаскированные подземные блиндажи, и из схронов совершали свои набеги на советские учреждения и на подразделения Советской Армии. Некоторые схроны были огромными, площадью в десятки тысяч квадратных метров, деревянными подземными крепостями из многих помещений, соединённых переходами. В Советской же Армии выделялись особые отряды, которые проверяли специальными щупами — нет ли под землёй схрона.
После мартовской речи Уинстона Черчилля 1946 года, провозгласившей начало Холодной Войны, УПА, как и другие антисоветские вооружённые организации восточной Европы, попали под внимание спецслужб Великобритании и США. Уже в конце 1946 года при ликвидации Дрогобычского и Луцкого надрайонного провода ОУН ГУББ МВД были захвачены сентябрьские директивы ОУН, в которых ставилась задача приступить к сбору данных о ходе демобилизации Советской Армии, количественном составе вооружённых сил, насыщенностью войсковыми частями территории Западной Украины, политико-моральном состоянии Советской Армии, состоянии работы военных заводов, дислокации складов стратегического сырья и т. п.
В 1946 году было зарегистрировано 1619 акций со стороны ОУН-УПА, из которых 78 — нападения на сотрудников МВД и МГБ. Было депортировано 2612 семей бандитов и «бандпособников» — 6350 человек. В справке МВД Украинской ССР от 28 мая 1946 г. приводились следующие итоги о результатах борьбы с бандитизмом на территории западных областей УССР за время с февраля 1944 г. по 25 мая 1946 г.: убито бандитов УПА — 110 835 чел., задержано бандитов и их пособников около 250 тысяч, явилось с повинной 11 485 человек. Собственные потери «убитыми и пропавшими без вести» — 14128 человек.
По данным советской стороны, в апреле-августе 1946 года на территории западного региона Украины органами МВД и МГБ, внутренними и пограничными войсками было проведено 42 175 военно-чекистских операций, в результате которых убито 3277, арестовано и захвачено в плен 3364 члена ОУН и УПА, изъято 7225 единиц оружия. Наряду с этим в 1946 истребительные батальоны осуществили 16907 операций против повстанцев и подпольщиков, в результате чего убито более тысячи и задержаны 5410 человек, связанных с освободительным движением, восторженно 2902 единиц оружия. По состоянию на 1 декабря 1946 на Западной Украине действовало 5 краевых, 17 окружных, 38 надрайонных, 117 районных проводов (до 1 ноября 1946 МГБ УССР зарегистрировано в рамках проводов — 2694 человека, отдельных групп — 1785, подпольщиков-одиночек — 2151 человека).
1947 стал последним годом для ОУН и УПА на территории Польши. 28 марта 1947 года на Лемковщине в засаде устроенной УПА был убит заместитель министра обороны Польши генерал Кароль Сверчевский и после этого инцидента, польские власти приступили к окончательной ликвидации ОУН(б) и УПА на своей территории, создав для этого в апреле оперативную группу «Висла». Переселение украинского населения и высокая активность польских органов правопорядка вынудило остатки УПА и подполья ОУН пробираться на Запад наиболее безопасным путём — через Чехословакию. Из 1,5—2 тысячи членов «Закерзонской» УПА, проходивших маршрут в несколько этапов отрядами, состоящими из нескольких сотен бойцов, до цели смогли добраться всего немногим более ста человек.
В Чехословакии, параллельно с операцией «Висла», в период с 10 июня 1947 года до осени 1947 года проводилась операция Акция «Б», в которой подразделения чехословацких вооружённых сил и служб безопасности действовали на перехват трёх сводных отрядов УПА под руководством Романа Гробельского, Владимира Щигельского и Михаила Дуды, которые пытались прорваться из Польши в американские зоны оккупации в Австрии. Часть подразделений УПА были разгромлены, более 100 человек было взято в плен и затем передано польской стороне, часть виновных в преступлениях на чехословацкой территории были осуждены на месте. Всего в американскую зону оккупации удалось просочиться нескольким мелким группам ОУН-УПА общим числом от 200 до 300 лиц. Структуры УПА и ОУН(б) в Польше были формально распущены Шухевичем как «полностью утраченные» в начале осени 1947 года.
ЦРУ обеспечивало прорвавшимся на Запад бойцам УПА финансовую, материальную поддержку и тренировочные базы, а также осуществляло
военную подготовку и их дальнейшую заброску по воздуху на территорию СССР. ЦРУ решило расширить свои операции для поддержки, развития и использования украинского освободительного движения в целях сопротивления и разведки. «Ввиду распространения и активности движения сопротивления на Украине», — сказал шеф отдела операций прикрытия Фрэнк Визнер, — «мы считали этот проект высокоприоритетным». По данным управления (совершенно не отвечавшим реальному положению дел), УПА якобы действовала во многих районах Украины, пользовалась популярностью среди украинцев и была способна выставить до 100 тысяч бойцов в случае войны Запада против СССР.
На самом же деле на территории западных областей УССР общая численность оставшихся на свободе членов УПА была значительно ниже численности подполья ОУН. 30 мая 1947 Шухевич издает распоряжение об объединении УПА и вооружённого подполья ОУН. Тем же числом датирован и указ УГВР об установлении официального дня празднования «основания» УПА — 14 октября 1942 года.
По данным украинского историка-эмигранта Льва Шанковського, в течение января-июня 1949 вооружённое подполье осуществило около 300 акций, из которых более половины являлись оборонительные бои и столкновения с войсками МГБ-МВД. Наиболее активно действовали повстанцы и подпольщики на Станиславщине. В этой области по состоянию на 1 апреля 1949 их силы насчитывали 26 боевых групп (165 человек), 194 подпольные организации ОУН (901 человек) и 329 отдельно действующих боевиков — всего 1395 человек. По советских данным в течение первого полугодия 1949 в результате проведения 334 чекистско-войсковых операций и ряда агентурно-оперативных мероприятий было ликвидировано 120 боевых групп и подпольных организаций ОУН, убито, захвачено в плен и арестовано 913 участников ОУН и УПА и их сторонников Наибольшей удачей большевиков стала ликвидация во Львове начальника Главного военного штаба УПА Александра Гасина и пункта связи провода ОУН с его руководителем Осипом. Успех этих операций объяснялся умелой работой с агентурой и удачно проведённой агентурно-оперативной комбинацией.
Осенью 1949 возник вопрос о судьбе остатков УПА, которая в качестве вооружённого формирования исчерпала свои возможности. В связи с этим официально УГВР «временно» по приказу Романа Шухевича прекращает деятельность структур УПА 3 сентября 1949 года. В течение мая—ноября 1949 повстанцы и подпольщики осуществили на территории Западных областей Украины 212 акций, в результате которых потери убитыми, ранеными и уведёнными в лес составляли около 200.
Среди наиболее резонансных действий вооружённого подполья в 1949 стало убийстве 24 октября во Львове писателя Ярослава Галана, который особенно отмечался пропагандой воинствующего атеизма и коммунистической идеологии в западных областях Украины. По агентурным данным МГБ, дело о ликвидации Галана инициировал проводник ОУН на ЗУЗ Р. Кравчук (Петр). Непосредственно руководство подготовкой осуществлял жовоковский надрайонный проводник Роман Щепанский (Буй-Тур), а его исполнителями были Михаил Стахур (Стефко) и Иларий Лукашевич. На следующий день Хрущев информировал об этом убийстве Сталину.
Пытаясь ликвидировать повстанческое движение и подорвать его социальную базу, партийные и государственные органы УССР предлагали рядовым участникам ОУН-УПА (в том числе тем, кто просто скрывался в лесах от мобилизации) и их добровольным помощникам амнистию в случае сдачи. С февраля 1944 по июль 1945 года этими предложениями воспользовалась 41 тысяча повстанцев, из которых 17 тысяч подверглось судебному преследованию, что впоследствии снизило эффективность этой меры. После детального рассмотрения партийными и советскими органами дел повстанцев, принявших амнистию, многих из них переселяли на восток, в промышленные районы Украины. Всего за 1944—1949 годы для участников ОУН-УПА было провозглашено 6 амнистий.

### Методы борьбы

#### Атаки УПА на части Войска Польского в СССР
В 1944 году украинские партизаны также нападали на солдат 1-го Войска Польского, дислоцировавшихся на Волыни с 1 мая по 15 июля 1944 года. Как и в случае с подразделениями СА, были постоянные нападения на мелкие подразделения и отдельных солдат. Наибольшего успеха уповцы достигли 23 июня 1944 года, когда они атаковали разведывательную группу 7-го артиллерийского полка, шедшую из Цумани на место постоя в Клевань. В засаде погибли четыре польских солдата и один солдат был ранен.

#### Препятствование мобилизации украинцев в РККА
Вступив на территорию Западной Украины, советское командование развернуло массовый призыв в ряды Красной армии. Мобилизационная политика Кремля в регионе имела особый подтекст: наряду с пополнением советских вооружённых сил ставилась задача лишить такой возможности освободительное движение, то есть подорвать социальную базу УПА.
О тотальном характере мобилизации свидетельствуют следующие данные. С начала 1944 до 25 апреля действующую армию пополнило около 170 тыс. жителей Ровенской, Волынской и Тернопольской областей. До 23 сентября во Львовской области было мобилизовано 33 745 украинцев и 13 701 поляк, Тернопольской — соответственно 105 761 и 30 072, Дрогобычской — 25004 и 9197, Станиславской — 50784 и 8434, Волынской — 79 472 и 3067, Ровенской — 98 693 и 5262, Черновицкой — 59 561 и 2145, а всего 524 898 человек, в том числе 453 020 украинцев и 71 878 поляков.
Советские мобилизационные службы в крае столкнулись с огромными проблемами. Руководство ОУН и командования УПА приказали своим пропагандистским отделам и боевым группам всячески противодействовать попыткам мобилизации. Для этого рекомендовалось фальсифицировать или уничтожать призывные письма, бойкотировать полученные вызовы в военкомат, а также организовывать военные акции по возвращению мобилизованных. Ещё одним из способов противодействия мобилизации был призыв людей к партизанской войне незадолго до дня явки в военкомат. По полученным инструкциям части УПА часто заходили в деревни и запрещали людям вступать в Красную Армию на собрании населения.
Бойкот мобилизации в РККА дал свои плоды. Например, в апреле 1944 года в Ровенской области с 69 110 человек, подлежащих мобилизации, только 2620 появились по повесткам в военкоматы. Исключение составили города, в которых большинство вызванных откликнулось на призыв. До 1 сентября 1944 г. мобилизационные планы 1-го Украинского фронта были выполнены лишь на 56 %.
Украинские повстанцы совершали атаки, направленные на то, чтобы помешать мобилизации. Так например в ночь с 6 на 7 марта 1944 уповцы сожгли Ровенский военкомат. До 29 августа 1944 года на Станиславщине произошло аж шесть атак на колонны новобранцев. 23 августа 1944 в районе села Красное Бережанского района партизаны атаковали колонну из 850 новобранцев в сопровождении 80 солдат. Семеро погибли в бою, шесть красноармейцев были ранены. Также погибли восемь призывников и 12 были ранены. Уповцы по советским данным, потеряли восемнадцать человек.

#### Атаки УПА на города
Одной из важнейших отличий украинского партизанской войны против советской власти были нападения на крупные города и поселки городского типа, так называемые райцентры. Они имели особое значение. Для проведения такой атаки требовались большие силы, не менее нескольких сотен человек. Путем нападений на штаб районной власти командования УПА по словам украинского историка Анатолия Кентия намеревалось: а) заставить советскую власть оставить в райцентрах больше сил и тем самым ослабить своё присутствие в сельской местности; б) создавать препятствия на пути укрепления местной власти и парализовать их действия против освободительного движения; в) прервать сбор сельскохозяйственного контингента и другие действия сельской власти.
Так до 5 марта 1944 года УПА по советским данным семь раз атаковала райцентры Ровенской области, убив 109 советских и партийных активистов. Они атаковали, в частности, Деражное, Тучин, Владимирец, Морочное, Высоцк.
А 31 октября 1945 УПА вообще решила атаковать Станислав, большой областной центр. Нападение на город совершил курень «Бешеные» под командованием «Резуна» (Василия Андрусяка). Группы атаковали заранее указанные цели — отдел НКВД, обком партии, военкомат, аптеки, магазины, склады, квартиры партактива и сотрудников госбезопасности. Отступили они организованно, взяв в плен около полусотни человек (партийцев и энкаведистов) и захватив завидные трофеи.
Хотя эти атаки и носили разный характер, иногда ограничивались уничтожением предприятия на окраине города, иногда населенный пункт просто обстреливали, но количество и масштаб атак показывают силу украинских партизан. Чаще всего подвергались нападениям штаб-квартиры НКВД и НКГБ с целью ликвидации сотрудников органов госбезопасности и освобождения арестованных оуновцев. Атаки имели большое значение. Они заставили Советы быть постоянно бдительными и держать в городах хотя бы минимальный гарнизон, необходимый для обороны. Это ослабило действия власти, а с другой стороны повысило моральный дух партизан и населения.

#### Диверсии УПА на железных дорогах
В 1944—1945 годах, по сравнению с немецкой оккупацией, было больше нападений УПА на железной дороге. Например 3 августа между станциями Клесов и Страшево был взорван военный поезд, сошли с рельсов десять вагонов, 8 советских солдат были убиты. Перерыв в движении продлился 10 часов. 11 августа 1944 у Каменки-Струмиловой был взорван поезд, в результате чего было уничтожено восемь вагонов.
1 мая 1945 на участке Сарны-Клесов диверсанты взорвали поезд. Погибли 27 красноармейцев, в том числе три майора и один полковник. 30 сентября 1945 с помощью мины, установленной УПА, сошёл с рельсов бронепоезд между станциями Клесов и Томашгород. В тот же день, но между Стрыем и Станиславом, подразделения УПА пустили под откос товарный состав с горючим. Сгорели восемь цистерн с их содержанием. Два вагона и два паровоза сошли с рельсов.
Сложно судить, сколько этих и других акций было делом рук УПА и сколько диверсионных групп создали немцы. Однако, частота атак на железной дороге не оставляет сомнений в том, что украинские партизаны пытались ослабить военный потенциал СССР, видя шанс на победу в продолжении войны.

### Окончательное подавление движения
В 1950 году был убит лидер УПА Роман Шухевич. 3 марта 1950 года была арестована связная Дарья Гусяк (псевдоним «Дарка», «Нуся»). С помощью внутрикамерного внедрения агента МГБ «Роза» удалось узнать точный адрес, по которому находилась другая помощница Шухевича. 5 марта сотрудники МГБ во главе с Павлом Судоплатовым установили, что Шухевич находится в помещении кооперативной лавки в селе Белогорща под Львовом. Как пишет в своих мемуарах Павел Судоплатов, генерал МГБ «Дроздов потребовал от Шухевича сложить оружие — в этом случае ему гарантировали жизнь. В ответ прозвучала автоматная очередь. Шухевич, пытаясь прорвать кольцо окружения, бросил из укрытия две ручные гранаты. Завязалась перестрелка, в результате которой Шухевич был убит».
Хотя после гибели Шухевича вооружённое сопротивление националистического движения затухало, за границей оно нередко оценивались достаточно высоко. Об этом свидетельствует, например, статья Степана Бандеры «Война в Корее и национально-освободительная политика» (июнь 1950), посвящённая очередной конференции Антибольшевистского блока народов (АБН). Бандера критиковал западные государства за их попытки стабилизировать отношения с СССР, однако он считал, что и в этих обстоятельствах возможно успешное развёртывание националистической борьбы на Украине. Однако, в оценке положения на Украине и в целом в СССР Бандера глубоко ошибался. Советский строй cмог справиться со всеми антикоммунистическими движениями (в Прибалтике, в Польше, на Западной Украине, в Белоруссии), деятельность которых не только не была скоординирована, но и не вышла за пределы этих регионов.
17 марта 1951 года УПА обратилась с призывом к правительству США «оказать помощь украинским повстанцам» в борьбе против СССР. До 1955 года УПА взаимодействовала с британской разведкой, собирая для неё сведения о положении в СССР.
В августе 1951 года советские органы госбезопасности развернули последнее широкомасштабное наступление на остатки националистического подполья. С 1 августа 1951 в 17 апреля 1952 на территории западных областей были ликвидированы 172 руководителя и членов проводов ОУН, 113 командиров боёвок, всего 949 человек. Из них 635 были убиты и 252 захвачены живыми. Органам МГБ удалось также уничтожить 50 членов подполья в Житомирской и Каменец-Подольской областях. В ответ на репрессивные действия, повстанцы ответили 79 вооружёнными акциями.
В конце 1951 года в связи с общими потерями в подполье ОУН(б) были распущены структуры Службы Безопасности — их персонал занял руководящие позиции в подполье ОУН(б). Анализ 348 биографических справок на руководителей и рядовых членов Службы Безопасности на Волыни демонстрирует, что 0,3 % руководителей и членов СБ ОУН на Волыни погибло от действий нацистов в 1941—1944 годах, те же 0,3 % были уничтожены войсками послевоенной Польши, 44 % погибли в борьбе с советскими органами безопасности и 2 % были казнены самой службой безопасности ОУН(б).
10 апреля 1953 года была издана директива о запрете применять войска МВД без личного разрешения начальников УМВД, тогда как ранее их применяли по любой просьбе райаппаратов. 4 мая министр внутренних дел СССР Лаврентий Берия распорядился приостановить исполнение смертных приговоров и аресты оуновцев, которые явятся с повинной.
Вместо военных операций было решено активно использовать оперативные игры. Во Львове было решено создать подставной центр (провод) ОУН, который должен был вывести из подполья активнейших его лидеров, внедрить советскую агентуру в зарубежные центры украинских националистов, вывести на территорию УССР эмиссаров и лидеров зарубежных центров ОУН, перехватить каналы их связи, создать «оперативные позиции» в спецслужбах Великобритании и США, а также в Ватикане. Основная задача подставного центра заключалась в подчинении подполья и навязывании ему мысли о радикальном изменении тактики — переходе от вооружённых к пропагандистским методам борьбы, работе с молодёжью и интеллигенцией, поиске компромисса с властями.
По состоянию на конец 1953 г. в 17 северных, центральных и западных областях Украины на учёте МВД УССР состояли 5014 человек, которые подозревались в причастности к работе в ОУН (из них 270 были взяты на учёт в 1953 г.), арестованы за участие в ОУН 79 человек". Количество и состав групп ОУН, выявленных МГБ УССР в восточных областях Украины в 1953 г., выглядели так: Сталинская область: количество групп — 3, количество участников — 11; Запорожская: групп — 2, участников — 22; Ворошиловградская: групп — 3, участников — 14; Николаевская: групп — 2, участников — 15; Херсонская: групп — 1, участников — 2; Одесская: групп — 1, участников — 5.
Органы госбезопасности к 1953 году контролировали почти все действия руководителей подполья, грамотно используя в игре с ними их же соратников по борьбе. В 1954 году был арестован последний остававшийся на свободе лидер ОУН Василий Кук. После ареста Кука, дальнейшее вооружённое сопротивление на Западной Украине продолжалось изолированными подпольными и партизанскими группами, а то и непримиримыми одиночками. В течение года остатки повстанцев и подпольщиков осуществили лишь 19 антисоветских акций, из которых 7 были террористическими актами. Зафиксировано также 29 случаев распространения антикоммунистических листовок.
По состоянию на 17 марта 1955 года в Западных областях УССР оставалось в общей сложности 11 мелких групп УПА, общей численностью в 32 человека, 17 боевиков-одиночек, а также 50 нелегалов. Хотя такое количество повстанцев уже было не в состоянии адекватно реагировать на репрессивные меры советской власти, тем не менее в 1955—1956 годах они осуществили 35 акций, в том числе 10 убийств и 15 покушений.
Последней боевой жертвой со стороны советской власти в её войне с националистическим подпольем был лейтенант КГБ Виктор Стороженко, убитый 12 октября 1959 года в лесу у села Тростянец Бережанского района Тернопольской области. Последнюю активную группу ОУН, которая состояла из трёх человек, КГБ физически ликвидировали 14 апреля 1960 года в Подгаецком районе Тернопольской области.
В январе 2017 года ЦРУ США опубликовало большое количество материалов, ранее считавшихся секретными. Среди них оказались документы, касающиеся отношений ЦРУ с украинскими националистами. Американские разведчики установили связь с руководством Организации украинских националистов (ОУН) сразу же после войны, во второй половине 40-х годов; и связь эта прервалась только в начале 90-х, с распадом Советского Союза. Один из самых ранних документов датирован апрелем 1947 года. В отчёте о террористических актах, совершенных на территории Украины указано, что во Львове взорвана электростанция, а в Корсунь-Шевченковском — гидроэлектростанция. Сообщается о большом количестве жертв среди мирного населения.

### Итоги
По данным МВД СССР в 1944—1956 годах на территории западных областей Украины во время борьбы с националистическим подпольем погибло 8 340 человек, среди них: 687 сотрудников НКГБ-МГБ, 1 864 сотрудника НКВД-МВД, 3 199 военнослужащих внутренних приграничных и вооружённых сил и 2 590 бойцов истребительных батальонов. В феврале 1990 года КГБ УССР обнародовал эти данные, и с тех пор они приняты в качестве официальных. Между тем, сами сотрудники спецслужб неоднократно отмечали, что цифры из указанной выше справки ни в коей мере не могут считаться окончательными. Во-первых, в неё не были включены жертвы оуновцев периода 1941—1943 гг. Во-вторых, не были учтены погибшие от рук ОУН-УПА советские военнопленные, которые были угнаны в Германию, совершили побеги из немецких концлагерей и затем скрывались на территории западных областей республики. В третьих, ведомости о погибших поступали в органы власти крайне нерегулярно, особенно в первые годы после восстановления советского режима западных областей УССР, и поэтому учёт вёлся лишь эпизодически по отдельным районам. И, наконец, даже существующий учёт неоднократно нарушался из-за постоянных реорганизаций как самих органов правопорядка и госбезопасности, так и отвечающих за противодействие нацподполью соответствующих управлений. К примеру, в одной справке указано, что наибольшие потери советской стороны пришлись на 1945 год и составили всего 3.451 человек. А в справке МВД УССР от 28 мая 1946 года, подготовленной министром внутренних дел УССР Тимофеем Строкачем для ЦК КП(б)У, указано, что потери советской стороны за тот же, 1945, год составили 1.072 человека при проведении операций против УПА и 7.395 человек в результате «бандпроявлений».
По данным, озвученным начальником тайных операций ЦРУ Фрэнком Визнером, с конца Второй мировой войны до 1951 года ОУН/УПА уничтожили около 35 тысяч советских военнослужащих и членов компартии. По данным ветерана КГБ автора нескольких книг о разгроме ОУН-УПА Георгия Санникова, в период с 1945 по 1955 гг.. в борьбе с УПА погибло 25 тысяч советских военнослужащих, сотрудников органов госбезопасности, милиции и пограничников, а также 30 тысяч представителей советского и партийного актива.
Согласно статистике 4-го отдела МГБ УССР, в 1944—1956 годах во время борьбы с украинским националистическим подпольям, было ликвидировано 155 тысяч боевиков УПА и подпольщиков ОУН, из которых 1 746 убиты в восточных областях Украины. 134 тысячи были взяты в плен. Явились с повинной около 77 тысяч повстанцев. При этом был изъят один самолёт, две бронемашины, 61 артиллерийская пушка, 595 миномётов, 77 огнеметов, 358 противотанковых ружей, 844 станковых и 8327 ручных пулемётов, около 26 000 автоматов, более 72 тысяч винтовок и 22 тысяч пистолетов, более 100 000 гранат, 80 тыс. мин и снарядов, более 12 млн патронов. Разыскано и изъято более 100 типографий с печатной техникой, более 300 радиопередатчиков, 18 автомобилей и мотоциклов, обнаружено значительное количество складов с продуктами питания и хранилищ националистической литературы. К ответственности привлекались и гражданские лица, оказывавшие помощь УПА: было арестовано 103 866 человек, из них 87 756 было осуждено. 203 тысячи человек подверглись депортации в восточные регионы СССР.
В боях с УПА в 1944—1945 годах, НКВД взяло в плен более 300 немецких военнослужащих (преимущественно офицеров абвера и гестапо), оставшихся в повстанческой среде. В подполье ОУН и УПА немцы действовали до конца января 1947 года, когда СБ ОУН целенаправленно их ликвидировала, чтобы не компрометировать движение перед Западом.
15 октября 1959 года в Мюнхене агентом КГБ был убит основатель и лидер ОУН(б) Степан Бандера.
В околонаучных кругах возникла легенда о якобы создании УПА немецкими спецслужбами.

## Архивы и материалы
- УПА в німецьких картах. Архивная копия от 12 декабря 2019 на Wayback Machine // photo.i.ua